# وصلة الموجب والسالب

وصلة بي إن

وصلة الموجب والسالب ووصلة بي إن والوصلة الثنائية (بالإنجليزية: P-N Junction)‏: يتألف من رقاقتين من شبه موصل، الرقاقة الأولى n تكون بنيتها غنية بالإلكترونات (سالبة) والرقاقة الثانية p تكون خاصية بنيتها غنية بالفجوات (موجبة). يتم تصنيعهما بعملية تسمى تشويب حيث نًدخل مادة مشوبة مناسبة في بنية شبه موصل مثل السيليكون، فينتج «النوع إن» و «النوع بي». عند وصل الرقاقتين تتشكل (منطقة عزل) بين الرقاقتين ويتكون لدينا صمام ثنائي Diode.
تكتسب الوصلة أهميتها من أنها حجر الأساس في صنع الثنائي والخلايا الشمسية والمقحل زوجي الأقطاب، والثنائي الضوئي، والثنائي المشع والثنائي الليزري، والثنائي التأثلي والمقداح والترياك وغيرها.
يرجع ابتكار وصلة بي-إن إلى الفيزيائي الأمريكي راسل أوهل ومان يعمل في بل لابوراتوريز

وتوجد وصلة شوتكي وهي نوع خاص من وصلة بي-إن ، ولكن فيها يقوم معدن مقام «النوع بي» من شبه الموصل.

## مقـــدمة

وصلة بي-إن. ورمزها الكهربائي ، المثلث يمثل الناحية p.

السيلكون مثلا مادة لها تكافؤ 4 أي أن لها بالمدار الخارجي 4 إلكترونات حرة الحركة وبالتالي عندما نقوم بإدخال ذرات (مشوبة) من إحدى العناصر ذات التكافؤ 3 (مثلا عنصر البورون، أو الألومنيوم، أو الغاليوم أو عنصر الإنديوم) حتى تركيز 1% في السليكون، فأن شريحة السليكون في درجة حرارة الغرفة تصبح غنية بالفجوات (holes). ونقول زرعنا فجوة من البورون (ذو 3 إلكترونات) في الشبكة البلورية للسيليكون المكونة من ذرات كل منها لها 4 إلكترونات. أي تشكل ذرة البورون فجوة موجبة الشحنة بالمقارنة بالذرات المجاورة لها. يمكن للتيار الكهربائي الانتقال عن طريق الإلكترونات كما يمكنه الانتقال عن طريق الفجوات.
يتم تشويب البورون في السليكون عند درجة حرارة الغرفة وتنزرع فيه فجوات قابلة للحركة ونقل التيار الكهربائي.
وهكذا هو الحال بالنسبة لشريحة السيلكون المشوب من «نوع إن» n-type حيث يتم ادخال مشوّب من إحدى العناصر ذات التكافؤ 5 مثلا (الأنتيمون، أو النيتروجين، أو الفوسفور، أو الزرنيخ) عند درجة حرارة الغرفة تصبح الشريحة غنية بالإلكترونات الحرة.
- التعبير المستخدم في الإنجليزية شبه موصل «نوع n» هو اختصار لكلمة negative ،
- «النوع p» هو اختصار لكلمة positive .
- شبه الموصل نوع إن: فيه أكثرية من الإلكترونات، والنوع بي فيه أكثرية من الفجوات (موجبة الشحنة). وتنتقل الكهرباء فيهما بواسطة انتقال الإلكترونات وانتقال الفجوات.

## المبدأ الأساسي
وصلة بي-إن أو وصلة PN حيث N:negative و P:positive, هي شبه موصل سالب وشبه موصل موجب تم وصلهما. في الموصلات الكهربائية الاعتيادية (كسلك النحاس مثلا)، الإلكترون الذي يقبع في نطاق التوصيل هو المسؤول عن توصيل الكهرباء. ولذلك يسمى حامل شحنة في حالة السلك النحاسي. أما في أشباه الموصلات فهناك حاملان للشحنة، الإلكترون الموجود في نطاق التوصيل وأيضا ما يسمى فجوة الإلكترون، والتي تقبع في نطاق التكافؤ. فهناك حاملان للشحنة في أشباه الموصلات وليس واحد، حيث تقوم الإلكترونات والفجوات بنقل التيار.
بينما في العوازل الكهربائية تكون الفجوة الموجودة في نطاق التكافؤ هي حاملة الشحنة ولا تتحرك.
شبه الموصل السالب يملك إلكترونات حره يمكنها حمل الشحنة، وشبه الموصل الموجب يملك فجوات حرة يمكنها بدورها حمل الشحنة كذلك. وعند وصلهما ببعض يقوم كلا الحاملين لنقل الشحنة (الكهرباء). إضافة الفجوات والإلكترونات الحرة إلى شبه الموصل يتم بواسطة عملية تدعى التشويب. والتشويب باختصار يقوم بتحويل شبه الموصل الذاتي إلى شبه موصل دخيل، لإن شبه الموصل الذاتي وإن كان يملك عدد من الإلكترونات والفجوات الحرة إلا أنها أعدادها ليست كافية كما أنها تركيزها يعتمد بشكل رئيسي على درجة الحرارة والتي بدورها تحكم عملية التأين الحراري (بالإنجليزية: thermal ionization)‏.
الفكرة تكمن في تشويب أو تلويث شبه موصل نقي (semiconductor) في أحد جانبيها بشوائب خماسية التكافؤ والجانب الآخر بشوائب ثلاثية التكافؤ. يسمى السطح الفاصل بينهما بالملتقى (PN Junction) إذ تتولد طبقة رقيقة على جانبي الملتقى تسمى منطقة انخفاض (depletion region)، وهي لا تحتوي على نواقل للشحنة الحرة (وسمكها 1 ميكرومتر تقريباً). وذلك بسبب انتقال الكترونات من المنطقة (N) إلى المنطقة (P) بهدف إحداث توازن في التوزيع، حيث يكون الانتقال من المنطقة كثيرة الإلكترونات الحرة إلى المنطقة قليلة الإلكترونات الحرة وانتقال فجوات من المنطقة (P) حيث تركيز الفجوات عالي إلى المنطقة (N) حيث التركيز منخفض. انتقال الفجوات يولد آيونات سالبة في المنطقة (P) وانتقال الإلكترونات يولد آيونات موجبة في المنطقة (N) على جانبي الملتقى وبذلك يتكون فرق جهد كهربائي يسمى بالحاجز الجهدي (Barrier potential) على جانبي الملتقى مولداً مجالاً كهربائياً معاكساً لحركة نواقل الشحنة وينمو هذا المجال حتى يصبح كافياً لإيقاف هذا الانتقال فيحصل التوازن. ويكون فرق الجهد في هذه الحالة يساوي ((0,7 فولط للسيلكون و 0,3 للجرمانيوم)) عند درجة الحرارة الاعتيادية، ويتغير مقدار فرق الجهد هذا مع تغير درجة الحرارة ونسبة الشوائب المضافة.

## خصائص الوصلة

وصلة بي إن في حالة اتزان حراري وجهد صفري. تحت الوصلة ثلاثة منحنيات تبين توزيع الشحنات (أعلى) ، وتوزيع المجال (وسط) ، وتوزيع الجهد (أسفل).

يمكن دراسة خواص الوصلة عند حالة وجود وعدم وجود جهد خارجي على طرفيها:
1- بدون وضع جهد كهربائي خارجي:
تنتقل بعض الإلكترونات الزائدة في المنطقة n إلى المنطقة ذات الفجوات p وتشكل منطقة متعادلة (منطقة انخفاض) وتصبح هذه المنطقة عازلة. تسمى هذه العملية انتشار ناقلات الشحنات. بسبب سماكة هذه المنطقة العازلة (حوالي ميكرون) يصبح الجهد غير كافيا للتغلب على جهد منطقة الانخفاض فتتوقف عملية الانتشار. ولكن كلما ازدادت درجة الحرارة كلما ازدادت المنطقة العازلة وبالتالي يزداد الحقل الكهربائي. يكون جهد العتبة لهذه المنطقة حوالي 0.7 فولت في المواد المصنوعة من السيلكون وحوالي 0.3 فولت في الجرمانيوم.
2- وضع جهد خارجي:
- الانحياز العكسي inverse bias (حالة العزل) عندما نطبق جهد على الوصلة الثنائية بحيث يكون القطب الموجب متصل ب n والقطب السالب متصل ب p مما يؤدي إلى ذهاب جزء من إلكترونات الرقاقة n إلى القطب الموجب وبالتالي توسع منطقة العزل بين n و p . هذا يمنع مرور التيار الكهربائي ويتشكل جهد يسمى جهد الانتشار.
- الانحياز الأمامي forward bias (حالة النقل)عندما نطبق جهد على الوصلة pn بحيث يكون القطب السالب متصلا ب n

والقطب الموجب متصل ب p ، مما يؤدي إلى إزاحة الإلكترونات من الرقاقة n إلى الرقاقة P
وبالتالي مرور التيار من p إلى n وزوال جهد الانتشار (انتقال التيار يتم من الموجب إلى السالب بحسب التعريف التقني).
استخدام الوصلة الثنائية لتقويم التيار
تستخدم الوصلة لتقويم التيار لانها تسمح لانصاف الذبذبات بالمرور عندما يكون جهد البلورة الموجبة موجب وجهد البلورة السالبة سالب

## مقوم أحادي الفرع

هكذا يعمل مقوم أحادي الفرع

يقوم المقوم احادي الفرع بتقويم نصف موجة التيار المتردد، والنصف الآخر لا يستغل. أثناء نصف الدورة التي يسمح خلالها الديود بمرور التيار يظهر الجهد الكهربائي خلف الديود، وخلال نصف الدورة السالبة لا يسمح الديود بمرورها ولا يظهر لها جهد.
من مساويء هذا المقوم هو التموجية الزائدة في التيار والجهد الناتجين، بالإضافة إلى الكفاءة الضعيفة، وكذلك عدم تحميل المحول المتردد تحميلا متوازنا. هذا يجعل المحول ينتج مغناطيسية حيث يمر فيه تيار في اتجاه واحد فقط. ولكن المقوم يحتاج في تلك الحالة ديود واحد. كما يمكن تسوية الجهد الموقوم النابض بعد ذلك بمقوم آخر. وإلا فيكون تموج الجهد هو نفس تموج (تردد) مصدر الكهرباء.
نوع مقوم الفرع الواحد هو نوع قديم وكان يستخدم حينما كان ثمن الديود عاليا. ويوجد منها حاليا ما يعمل في أجهزة التلفار الأبيض-أسود حيث كان يقوم المقوم بإنتاج جهد المصعد في أنبوب التلفزيون من محول السطور (تتكون الصورة في التلفاز بتحرك شعاع إلكترونات المهبط على الشاشة في سطور، ثم ينزل الشعاع درجة لسطر السطر الثاني، ثم السطر الثالث، وهكذا).
.
كانت الصمامات الإلكترونية في الراديو والتلفاز تعمل مع مقوم أحادي الفرع من سيلينيوم، ثم استخدم السليكون كمقوم لتيار الشبكة (مقبس الكهرباء المعتاد في البيوت) لإنتاج جهد المصعد.

### مقوم قنطرة
المقوم الذي أصبح معتادا هو مقوم القنطرة حيث يقوم بتقويم دورة التيار المتردد كاملة. وتشمل تلك القنطرة أربعة من ثنائي أقطاب (ديود): يأتي التيار المتردد هنا من اليسار - من محول كهربائي مثلا - فتقومه القنطرة ويخرج إلى اليمين كجهد مقوم متموج.

دائرة مقوم نوع B2

ونظرا لأن التقويم هنا يتم عبر فرعين فإن نصف الدورة السالب للتيار المتردد تظهر موجبة أيضا على ناحية المستهلك R. ويجب أن يكون هنا جهد الحجز لديود متساوية لمطال التيار المتردد، وعمليا يختار جهد الحجز للديود أعلى قليلا من مطال الجهد المتردد بغرض التأمين (حجه حجز 400 فولط لتيار الشبكة الكهربئية من نوع 380 فولط).
وينتج من تموج جهد المصدر (تردد) جهد ناتج ب«ضعف» التموج، ويمكن خفض تموج بواسطة المرشح الموصول بمخرج المقوم.
يمكن الحصول على مقوم القنطرة جاهزا لتقويم التيار المتردد والتيار الدوار، وهو مكون من الدايودات موصولة ببعضها البعض في صندوق. وفي حالة تيارات شديدة فيكون لها أسطح تبريد وثقبا لتثبيتها على سطح جسم مبرد.

## إنظر أيضًا
- موسفت
- صمام ثنائي
- وصلة ثلاثية
- منطقة انخفاض
- وصلة شوتكي
- عازل كهربائي هاي كي